# Дмитриј Турсунов
Дмитриј Турсунов (рус. Дмитрий Игоревич Турсунов; рођен 12. децембар 1982. године у Москви, Руска Совјетска Федеративна Социјалистичка Република) је бивши руски тенисер. Најбољи пласман на АТП листи у синглу му је двадесето место на ком је био у октобру 2006. Освојио је седам АТП турнира у појединачној конкуренцији.
Крајем 2017, након завршетка професионалне каријере, постао је тениски тренер. Најпре је тренирао Јелену Веснину а тренутно води Белорускињу Арину Соболенко.

## АТП финала

### Појединачно: 9 (7–2)
| Легенда                        |
| ------------------------------ |
| Гренд слем турнири (0–0)       |
| Завршно првенство сезоне (0–0) |
| АТП мастерс 1000 (0–0)         |
| АТП 500 (0–0)                  |
| АТП 250 (7–2)                  |

| Финала по подлози |
| ----------------- |
| Тврда (5–2)       |
| Шљака (0–0)       |
| Трава (2–0)       |

| Финала по локацији |
| ------------------ |
| Отворено (5–2)     |
| Дворана (2–0)      |

| Исход     | Бр. | Датум               | Турнир                 | Подлога   | Противник      | Резултат           |
| --------- | --- | ------------------- | ---------------------- | --------- | -------------- | ------------------ |
| Финалиста | 1.  | 30. јул 2006.       | Лос Анђелес, САД       | Тврда     | Томи Хас       | 6–4, 5–7, 3–6      |
| Победник  | 1.  | 2. октобар 2006.    | Мумбај, Индија         | Тврда     | Томаш Бердих   | 6–3, 4–6, 7–6(7–5) |
| Победник  | 2.  | 29. јул 2007.       | Индијанаполис, САД     | Тврда     | Френк Данчевић | 6–4, 7–5           |
| Победник  | 3.  | 30. септембар 2007. | Бангкок, Тајланд       | Тврда (д) | Бенјамин Бекер | 6–2, 6–1           |
| Победник  | 4.  | 12. јануар 2008.    | Сиднеј, Аустралија     | Тврда     | Крис Гучиони   | 7–6(7–3), 7–6(7–4) |
| Финалиста | 2.  | 20. јул 2008.       | Индијанаполис, САД     | Тврда     | Жил Симон      | 4–6, 4–6           |
| Победник  | 5.  | 5. октобар 2008.    | Мец, Француска         | Тврда (д) | Пол-Анри Матје | 7–6(8–6), 1–6, 6–4 |
| Победник  | 6.  | 20. јун 2009.       | Истборн, В. Британија  | Трава     | Френк Данчевић | 6–3, 7–6(7–5)      |
| Победник  | 7.  | 18. јун 2011.       | Хертогенбос, Холандија | Трава     | Иван Додиг     | 6–3, 6–2           |

### Парови: 12 (7–5)
| Легенда                        |
| ------------------------------ |
| Гренд слем турнири (0–0)       |
| Завршно првенство сезоне (0–0) |
| АТП мастерс 1000 (0–0)         |
| АТП 500 (2–1)                  |
| АТП 250 (5–4)                  |

| Финала по подлози |
| ----------------- |
| Тврда (6–3)       |
| Шљака (1–0)       |
| Трава (0–2)       |

| Финала по локацији |
| ------------------ |
| Отворено (3–5)     |
| Дворана (4–0)      |

| Исход     | Бр. | Датум               | Турнир                     | Подлога   | Партнер         | Противници                      | Резултат         |
| --------- | --- | ------------------- | -------------------------- | --------- | --------------- | ------------------------------- | ---------------- |
| Финалиста | 1.  | 22. август 2004.    | Вашингтон, САД             | Тврда     | Травис Парот    | Крис Хагард Роби Кениг          | 6–7(3–7), 1–6    |
| Финалиста | 2.  | 18. септембар 2005. | Пекинг, Кина               | Тврда     | Михаил Јужни    | Џастин Гимелстоб Нејтан Хили    | 6–4, 3–6, 2–6    |
| Финалиста | 3.  | 24. јун 2006.       | Нотингем, Велика Британија | Трава     | Игор Куњицин    | Јонатан Ерлих Енди Рам          | 3–6, 2–6         |
| Победник  | 1.  | 14. октобар 2007.   | Москва, Русија             | Тврда (д) | Марат Сафин     | Томаш Цибулец Ловро Зовко       | 6–4, 6–2         |
| Победник  | 2.  | 24. фебруар 2008.   | Ротердам, Холандија        | Тврда (д) | Томаш Бердих    | Филип Колшрајбер Михаил Јужни   | 7–5, 3–6, [10–7] |
| Победник  | 3.  | 28. фебруар 2009.   | Дубаи, УАЕ                 | Тврда     | Рик де Вест     | Мартин Дам Роберт Линдстед      | 4–6, 6–3, [10–5] |
| Победник  | 4.  | 26. јул 2009.       | Индијанаполис, САД         | Тврда     | Ернестс Гулбис  | Ешли Фишер Џордан Кер           | 6–4, 3–6, [11–9] |
| Финалиста | 4.  | 10. октобар 2010.   | Токио, Јапан               | Тврда     | Андреас Сепи    | Ерик Буторак Жан-Жилијен Ројер  | 3–6, 2–6         |
| Победник  | 5.  | 24. октобар 2010.   | Москва, Русија (2)         | Тврда (д) | Игор Куњицин    | Јанко Типсаревић Виктор Троицки | 7–6(10–8), 6–3   |
| Финалиста | 5.  | 23. јун 2012.       | Хертогенбос, Холандија     | Трава     | Хуан С. Кабал   | Роберт Линдстед Орија Текау     | 3–6, 6–7(1–7)    |
| Победник  | 6.  | 5. мај 2013.        | Минхен, Немачка            | Шљака     | Јарко Нијеминен | Маркос Багдатис Ерик Буторак    | 6–1, 6–4         |
| Победник  | 7.  | 25. октобар 2015.   | Москва, Русија (3)         | Тврда (д) | Андреј Рубљов   | Раду Албот Франтишек Чермак     | 2–6, 6–1, [10–6] |

## Остала финала

### Тимска такмичења: 4 (2–2)
| Исход     | Бр. | Датум                  | Турнир                               | Подлога   | Партнери                                     | Противници                                                      | Резултат | Извор |
| --------- | --- | ---------------------- | ------------------------------------ | --------- | -------------------------------------------- | --------------------------------------------------------------- | -------- | ----- |
| Победник  | 1.  | 1–3. децембар 2006.    | Дејвис куп, Москва, Русија           | Тепих (д) | Николај Давиденко Михаил Јужни Марат Сафин   | Давид Налбандијан Хосе Акасусо Агустин Каљери Хуан Игнасио Чела | 3–2      | [ 4 ] |
| Победник  | 2.  | 5. јануар 2007.        | Хопман куп, Перт, Аустралија         | Тврда (д) | Нађа Петрова                                 | Анабел М. Гаригес Томи Робредо                                  | 2–0      | [ 5 ] |
| Финалиста | 1.  | 30. нов – 2. дец 2007. | Дејвис куп, Портланд, САД            | Тврда (д) | Николај Давиденко Михаил Јужни Игор Андрејев | Енди Родик Џејмс Блејк Мајк Брајан Боб Брајан                   | 1–4      | [ 6 ] |
| Финалиста | 2.  | 24. мај 2008.          | Екипно првенство, Диселдорф, Немачка | Шљака     | Михаил Јужни Игор Андрејев                   | Робин Седерлинг Томас Јохансон Роберт Линдстед                  | 1–2      | [ 7 ] |